# Kirbyville, Texas
Kirbyville là một thành phố thuộc quận Jasper, tiểu bang Texas, Hoa Kỳ. Năm 2010, dân số của xã này là 2142 người.

## Dân số
- Dân số năm 2000: 2085 người.
- Dân số năm 2010: 2142 người.